# Каллиграфическая строчная P
℘ — символ, используемый в математике для обозначения эллиптических функций Вейерштрасса, основанный на каллиграфической форме строчной латинской буквы p.

## Кодировка
В Юникоде представлен в блоке Буквоподобные символы (англ. Letterlike symbols) под ошибочным названием script capital p (рукописная заглавная P), хотя символ не представляет собой ни рукописную, ни заглавную букву. Однако согласно политике Юникода однажды присвоенные символам названия больше не меняются, поэтому название символа не было исправлено.
В HTML имеет мнемонический код &weierp;, в ΤΕΧ символ можно набрать с помощью \wp.